# モレレットアカメアマガエル
モレレットアカメアマガエル（学名：Agalychnis moreletii, アガリクニス・モレレティー）は、中部アメリカのうちメキシコ・グアテマラ・ベリーズ・エルサルバドル・ホンジュラスに分布する、いわゆるアマガエルの仲間。2016年時点で絶滅の恐れがない低危険種。

## 分布と保全状況
IUCNのレッドリストによれば、2004年時点ではツボカビ症により今後10年間で80%以上の個体数が減少すると推定された絶滅寸前種 (CR) だったが、2016年時点の再調査では、生息範囲が広いことや地域によっては個体数が大きく回復していることを踏まえて低危険種 (LC) に大幅変更された。
メキシコ
- プエブラ州（北東部）・ベラクルス州（中南部）、ゲレーロ州（中南部）、オアハカ州（北・中南部）・チアパス州に点在。

グアテマラ
- 北部・中部・南部
- 2015年にグアテマラに設立されたヤル・ウニン・ユル・ウィッツ両生類保護区 (Yal Unin Yul Witz Amphibian Reserve) では、個体数50匹以上の恵まれた繁殖環境が発見されている。

ベリーズ
- 中西部（マヤ山脈）

エルサルバドル
- 中西部

ホンジュラス
- 北西部

## 生息環境
枯渇することのない原生的な水域のある亜熱帯で繁栄する。低地から山地までの斜面にできた湿潤な熱帯雨林、あるいは湿地に生息している。コーヒー農園の日陰に生息していることもある。

## 形態
体色
背部は濃淡に個体差のあるライムグリーンで、脇腹と付属肢の内側、前肢3本と後肢4本の間にある水かきはオレンジ、腹部は淡黄色か白色。目は真っ黒に近いが、詳細には暗赤色から深紫色。
体長
オスは6.05〜6.42センチメートル、メスは5.86センチメートル（ホロタイプより）。

## 生態
行動
夏季になると、オスはメスを惹きつけるために1〜2分間隔で鳴く（声帯の周波数は1,100〜1,260Hz）。
より長く鳴き、短い間隔で多くの声を発するオスをメスは好む。
繁殖
夏季の後半、メスは水面上の水草や岩の上に50〜75個のわずかに緑がかった卵を産みつける。そして、卵が孵化するとオタマジャクシは水中に落下し、そこでカエルの成体となる。